# Gzichów (gmina)
Gzichów – dawna gmina wiejska istniejąca w latach 1867–1915 w guberni piotrkowskiej. Siedzibą władz gminy był Gzichów (obecnie dzielnica Będzina).

## Królewstwo Polskie
Gmina Gzichów powstała 1 stycznia?/13 stycznia 1867 w związku z reformą gminną w Królestwie Polskim. Należała do powiatu będzińskiego w guberni piotrkowskiej. 19 maja?/31 maja 1870 do gminy przyłączono pozbawioną praw miejskich Czeladź. Gmina obejmowała także część dzisiejszego Sosnowca (tereny na prawym brzegu Czarnej Przemszy wraz z większością obecnego centrum: Stary Sosnowiec, Pogoń, Ostra Górka, Pole, Radocha i Osada Blumenthala, Milowice), zachodnią część dzisiejszego Będzina (Gzichów, Małobądz z Brzozowicą i Grodziec) oraz wsie Sarnów i Preczów, które stanowiły swoistą eksklawę gminy Gzichów, oddzielone od jej zasadniczej części obszarem Łagiszy, należącej do gminy Bobrowniki.
23 czerwca 1902 z gminy Gzichów wyłączono znaczne tereny (Stary Sosnowiec, Pogoń, Ostra Górka, Radocha i Osada Blumenthala), z których utworzono miasto Sosnowiec (częściowo też z gminy Górniczej: Sielec z byłą wsią Kuźnica i Środulką).

## Okupacja niemiecka
Podczas I wojny światowej, w 1915 roku, niemieckie władze okupacyjne z gminy Gzichów wyłączyły osadę Czeladź z kopalniami Saturn (Saturngrube) i Czeladź (Grube Czeladz), tworząc w niej samodzielną gminę wiejską Czeladź w powiecie będzińskim (przekształcono ją w miasto rok później).
Niedługo po tym, 2 sierpnia 1915 roku niemieckie władze okupacyjne zniosły gminę Gzichów:
- miejscowości Małobądz i Gzichów włączono do Będzina,
- w miejscowości Grodziec utworzono samodzielną gminę Grodziec (dołączono do niej miejscowości Grudków i Łagisza z gminy Bobrowniki[10]),
- w miejscowości Milowice utworzono samodzielną gminę Milowice[11],
- miejscowości Preczów i Sarnów włączono do gminy Wojkowice Kościelne[10].